# Érick Aguirre
Érick Germain Aguirre Tafolla (ur. 23 lutego 1997 w Uruapan) – meksykański piłkarz występujący na pozycji bocznego obrońcy lub defensywnego pomocnika, reprezentant Meksyku, od 2021 roku zawodnik Monterrey.

## Kariera klubowa
Aguirre urodził się w mieście Uruapan w stanie Michoacán, jednak wychowywał się w pobliskiej miejscowości La Ruana. Jako czternastolatek pomyślnie przeszedł testy w klubie Monarcas Morelia, dołączając do jego akademii juniorskiej. Do pierwszego zespołu został włączony w wieku siedemnastu lat przez argentyńskiego trenera Ángela Comizzo i pierwszy mecz rozegrał w niej 5 sierpnia 2014 przeciwko Necaxie (1:1) w ramach krajowego pucharu (Copa MX). W Liga MX zadebiutował natomiast trzy dni później w zremisowanym 0:0 spotkaniu z Tijuaną i mimo młodego wieku szybko zaczął notować regularne występy w wyjściowym składzie. Premierowego gola w najwyższej klasie rozgrywkowej strzelił 19 września 2014 w przegranej 2:3 konfrontacji z Pumas UNAM. W tym samym roku znalazł się na sporządzonej przez brytyjski dziennik The Guardian liście czterdziestu najbardziej utalentowanych młodych piłkarzy świata. Ogółem barwy Morelii reprezentował przez dwa lata bez większych sukcesów.
Latem 2016 Aguirre przeszedł do ówczesnego mistrza Meksyku – ekipy CF Pachuca.

## Kariera reprezentacyjna
W kwietniu 2013 Aguirre został powołany przez szkoleniowca Raúla Gutiérreza do reprezentacji Meksyku U-17 na Mistrzostwa Ameryki Północnej U-17. Tam rozegrał trzy z pięciu możliwych spotkań (z czego dwa w wyjściowym składzie), zaś jego drużyna triumfowała ostatecznie w turnieju, pokonując w finale gospodarzy – Panamę (1:2). Sześć miesięcy później znalazł się w składzie na Mistrzostwa Świata U-17 w ZEA; pełnił wówczas rolę kluczowego zawodnika ekipy i wystąpił w sześciu z siedmiu meczów. Meksykanie okazali się wówczas rewelacją rozgrywek – w rundzie pucharowej pokonali światowych potentatów takich jak Włochy (2:0), Brazylia (1:1, 11:10 k) czy Argentyna (3:0) i dotarli aż do finału, w którym przegrali z Nigerią (0:3). Aguirre zanotował w tym spotkaniu trafienie samobójcze, zaś jego reprezentacja musiała zadowolić się tytułem juniorskich wicemistrzów świata.
W styczniu 2015 Aguirre w barwach reprezentacji Meksyku U-20 prowadzonej przez Sergio Almaguera wziął udział w Mistrzostwach Ameryki Północnej U-20. Na jamajskich boiskach jako podstawowy defensor rozegrał wszystkie sześć spotkań, a meksykańska reprezentacja zwyciężyła w turnieju po finałowym triumfie w serii rzutów karnych nad Panamą (1:1, 4:2 k.). W tym samym roku został powołany na Mistrzostwa Świata U-20 w Nowej Zelandii, gdzie w pełnym wymiarze czasowym zanotował trzy występy, a jego kadra po zanotowaniu zwycięstwa i dwóch porażek zajęła ostatnie miejsce w grupie i nie zdołała zakwalifikować się do fazy pucharowej.
W październiku 2015 Aguirre znalazł się w ogłoszonym przez Raúla Gutiérreza składzie reprezentacji Meksyku U-23 na północnoamerykański turniej kwalifikacyjny do igrzysk olimpijskich. Rozegrał wówczas wszystkie pięć meczów (cztery w wyjściowej jedenastce), triumfując z Meksykiem w eliminacjach po pokonaniu w finale Hondurasu (2:0). W lipcu 2016 wziął natomiast udział w samych Igrzyskach Olimpijskich w Rio de Janeiro, gdzie zanotował dwa z trzech możliwych spotkań (jedno w pierwszym składzie), zaś broniący złotego medalu Meksykanie odpadli z męskiego turnieju piłkarskiego już w fazie grupowej.

## Statystyki kariery
| Morelia | 2014–2015 | Meksyk | Liga MX | 17 | 2 | 4 | 2 | —   | — | — | 21 | 4 |
| Morelia | 2015–2016 | Meksyk | Liga MX | 20 | 0 | 3 | 0 | —   | — | — | 23 | 0 |
| Pachuca | 2016–2017 | Meksyk | Liga MX | 0  | 0 | — | — | LMC | 0 | 0 | 0  | 0 |
| Ogółem  | Ogółem    | Ogółem | Ogółem  | 37 | 1 | 7 | 2 | LMC | 0 | 0 | 44 | 4 |

- LMC – Liga Mistrzów CONCACAF